# أرتور إسترادا هرنانديز
أرتور إسترادا هرنانديز (بالإسبانية: Arturo Estrada Hernández)‏ هو رسام مكسيكي، ولد في 30 يوليو 1925 في ميتشواكان في المكسيك.